# Federazione di hockey su ghiaccio della Danimarca
La Federazione danese di hockey su ghiaccio (in danese Danmarks Ishockey Union, DIU) è un'organizzazione fondata per governare la pratica dell'hockey su ghiaccio in Danimarca.
Ha aderito all'International Ice Hockey Federation il 27 aprile 1946.